# Villiers-en-Bois
Villiers-en-Bois település Franciaországban, Deux-Sèvres megyében. Lakosainak száma 124 fő (2022. január 1.). Villiers-en-Bois Beauvoir-sur-Niort, Chizé, Les Fosses, Marigny, Le Vert és Plaine-d’Argenson községekkel határos.

## Népesség
A település népessége az elmúlt években az alábbi módon változott:
| Lakosok száma | 133  | 126  | 129  | 123  | 122  | 121  | 118  | 121  | 124  |
|               | 2013 | 2015 | 2016 | 2017 | 2018 | 2019 | 2020 | 2021 | 2022 |